# Činidlo

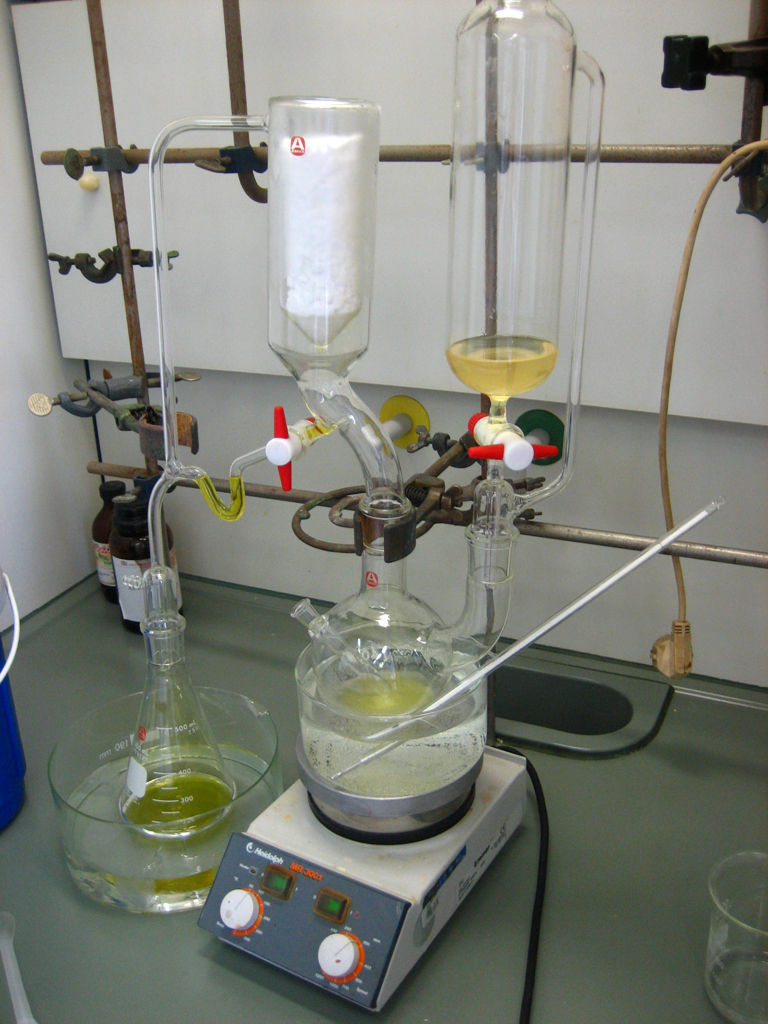
příprava diazomethanu - běžného methylačního činidla

Činidlo (nebo také reagens) je pomocná chemická látka, která se zkoumanou látkou vyvolává specifickou chemickou reakci. Činidlem mohou být nejrůznější látky, například standardizované sloučeniny, indikátory, tlumivé roztoky, cheláty, kyseliny, hydroxidy nebo soli.
Rozlišují se analytická (detekční) činidla a syntézní činidla, která jsou používaná především v analytické a organické chemii:
- V analytické chemii je za analytické činidlo považována chemická sloučenina, která reaguje charakteristicky (například změnou barvy) v přítomnosti jiné sloučeniny a potvrzuje tak její přítomnost.
- V organické chemii je za syntézní činidlo považována chemická sloučenina, která způsobuje požadovanou transformaci dané organické látky.

## Činidla v analytické chemii
V analytické chemii se k identifikaci látek používají činidla, která se nazývají analytická nebo detekční činidla. Analytická činidla jsou chemické sloučeniny definované čistoty, které reagující za specifických podmínek. Přidání takového činidla k neznámé látce vede k charakteristické chemické reakci. Výsledkem je například sraženina, změna koncentrace nebo změna barvy. To umožňuje dokázat přítomnost (kvalitativní analýza) určitých látek nebo jejich množství (kvantitativní analýza). Mezi taková činidla patří například Fehlingovo činidlo, Bettendorfovo činidlo, Millonovo činidlo nebo Tollensovo činidlo.
Analytická činidla jsou rozdělena do několika skupin:
- skupinová činidla – látky, které mohou současně oddělit několik iontových sloučenin. Díky nim je možné oddělit směs kationtů nebo aniontů. Obvykle se používají v kvalitativní analýze.
- selektivní činidla – látky, které reagují s omezeným počtem iontů z dané skupiny. Používají se ke stanovení iontů v kvalitativní analýze.
- specifická činidla – látky určené k detekci specifických iontů, se kterými reagují charakteristickým způsobem za přesně definovaných podmínek.
- maskovací činidla – jedná se o látky, které eliminují některé složky roztoku, aby se zlepšilo stanovení iontů podrobených kvalitativní analýze.

## Činidla v organické chemii
V organické chemii se používají syntézní činidla. Jsou to sloučeniny nebo směsi, obvykle anorganické nebo malé organické molekuly. Používají se především k modifikaci nebo transformaci organických sloučenin a během reakce se spotřebovávají. V tomto případě je činidlo vlastně synonymem termínu reaktant, ale historicky se tak používá dodnes. Jsou to například Grignardovo činidlo, Collinsovo činidlo nebo Fentonovo činidlo.

## Dělení činidel podle čistoty
Činidla pro analytickou i organickou chemii musejí mít stabilní kvalitativními parametry - přesné složení, čistotu, dobu použitelnosti a další. Komerčně používaná chemická činidla se prodávají ve formě pevných látek (granule, prášky, pastilky) nebo kapalných látek (nejčastěji přesně definované roztoky). Jedním z nejdůležitějších parametrů činidel je jejich čistota, která má několik stupňů:
- Technická kvalita – obsah účinné látky je 90-99%. Jsou to obvykle produkty průmyslové syntézy.
- Purified grade – obsah účinné látky je 99-99,9 %. Jsou určené pro použití v laboratoři, obvykle pro kvalitativní analýzu.
- Laboratorní stupeň – obsah účinné látky je 99,9-99,99 %. Jsou určené pro použití v laboratoři k provádění kvalitativních a kvantitativních analýz v souladu s normami.
- Stupeň chemické čistoty – obsah účinné látky je 99,99-99,999 %. Jsou nejvyšší kvality, která splňuje požadavky specializované laboratorní techniky. Nečistoty jsou pod hranicí detekce chemickými metodami.
- Spektrofotometrická čistota – obsah účinné látky je 99,999-99,9999 %. Používají se při spektrální analýze, jako je HPLC nebo GC.
- Některá chemická činidla jsou označena symbolem FP (tedy zvláště vysoká čistota, látka může být používána pro farmaceutické účely) nebo PhEur (splňuje požadavky Evropského lékopisu a je možné její použití při výrobě léčiv v evropských zemích).

## Dělení činidel podle reakce
- Činidlo oxidační je chemická látka, která při reakci oxiduje jinou chemickou látku a sama se redukuje.
- Činidlo redukční je chemická látka, která při reakci redukuje jinou chemickou látku a sama se oxiduje.
- Činidlo hydratační je chemická látka schopná přijímat vodu od jiných chemických látek, například koncentrovaná H2SO4, silikagel, CaCl2, P2O5, COCl2 a další
- Činidlo halogenační je chemická látka, která vnáší do molekuly organické látky halogen (Cl2, XeF2 a další). Tato reakce se nazývá halogenace.
- Činidlo koagulační je činidlo, které zvyšuje shlukování částic v roztoku ve větší útvary (sraženiny), které se pak snáze usazují, oddělují nebo filtrují. Při úpravě vody se tento proces nazývá čiření a používá se k němu síran železitý.